# Hřbitov Meersburg
Hřbitov Meersburg je městský hřbitov v Meersburgu.
Má parkovou úpravu a byl otevřen roku 1682 v sousedství stávající kaple Nanebevzetí z roku 1511. Jsou zde pohřbeny známé osobnosti, mimo jiné Annette von Droste-Hülshoff.
Hřbitov je ohraničený ulicemi Mesmerstraße, Sonnenhalde a Kronenstraße. Hlavní vchod je umístěn na ulici Kronenstraße.

## Osobnosti zde pochované
Spisovatelé
- Joseph von Laßberg (1770–1855), německý učenec a spisovatel
- Carl Caspar von Droste zu Hülshoff (1843–1922), důstojník, podnikatel a statkář
- Fritz Mauthner (1849–1923), filozof a spisovatel
- Harriet Straub (1872–1945), lékařka a spisovatelka
- Helene Freifrau von Bothmer (1908–1996), muzeoložka a modelka
- Annette von Droste-Hülshoff (1797–1848), spisovatelka, básnířka a skladatelka
- Amalie Hassenpflug (1800–1871), spisovatelka

Malíři
- Hans Dieter (1881–1968), krajinář, učitel výtvarné výchovy a básník

Lékaři
- Franz Anton Mesmer (1734–1815), lékař, léčitel a zakladatel teorie živočišného magnetismu

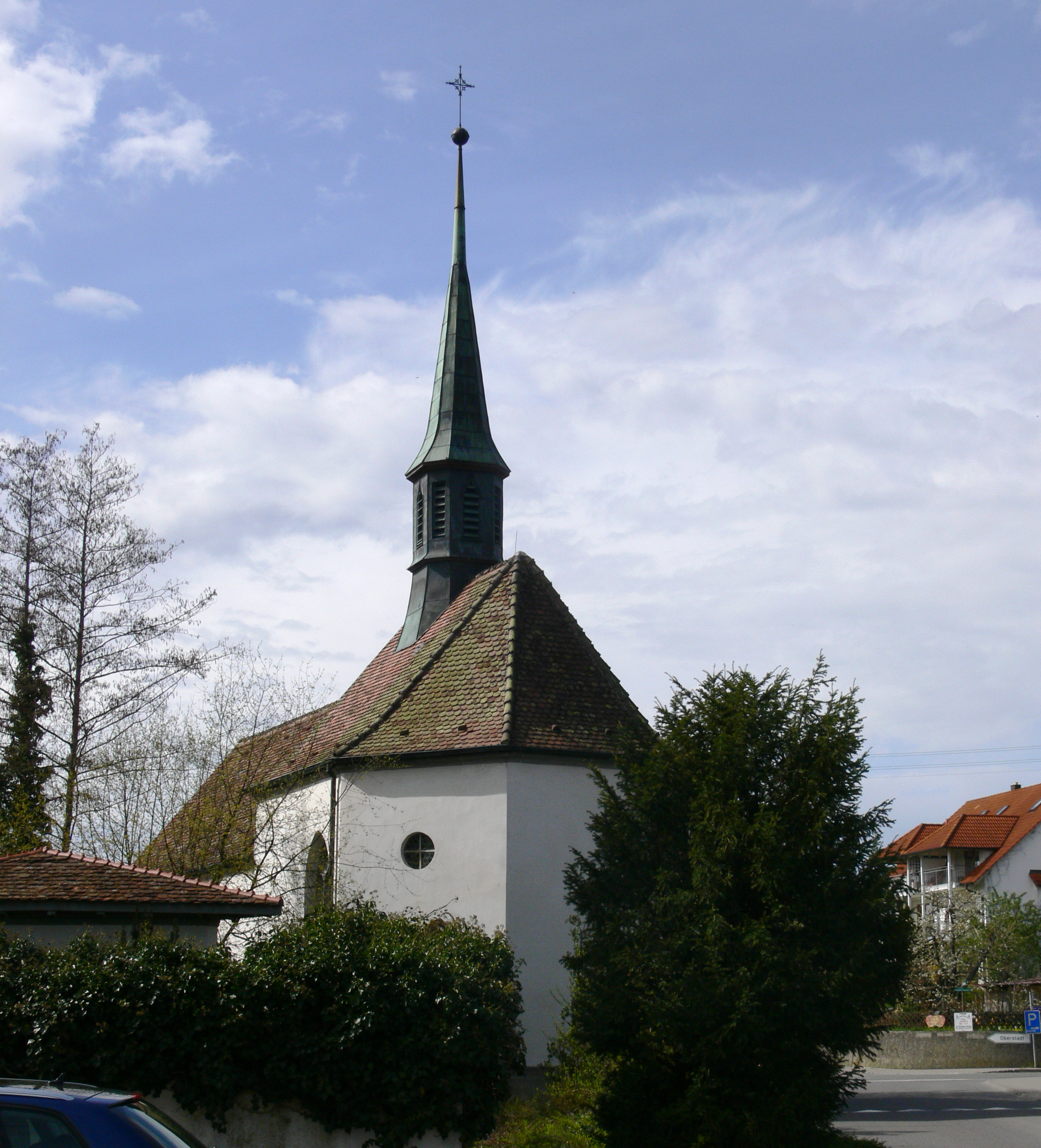
kaple
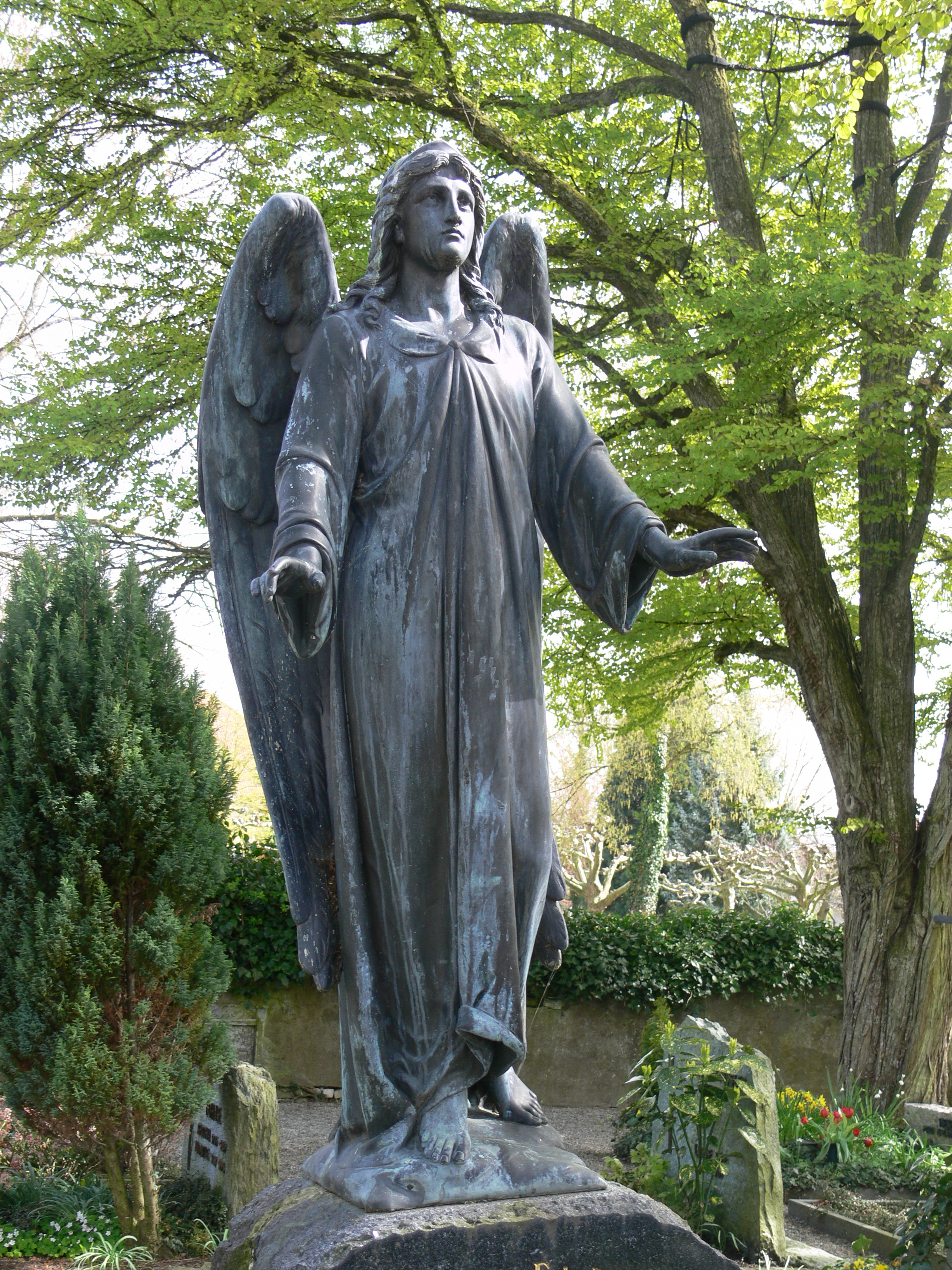
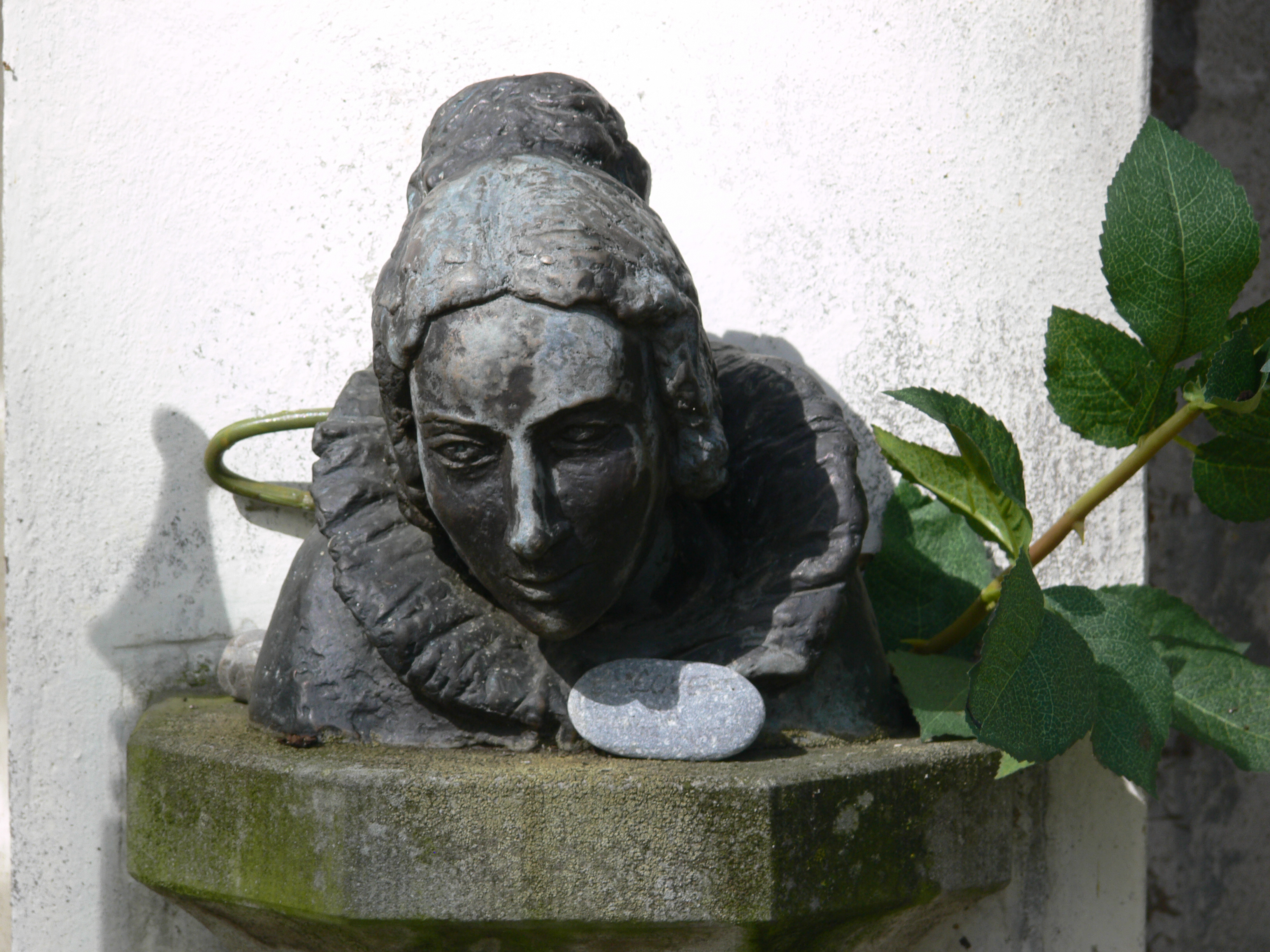
Busta Annette von Droste-Hülshoff